# イスラム教の預言者
イスラム教の預言者（イスラムきょうのよげんしゃ、アラビア語：الأنبياء في الإسلام、英語：Prophets of Islam）とは、イスラム教において、「神（アッラーフ）によって選ばれ、かれからの言葉を授かったとされる人たち」を指す。ナビー（アラビア語：نبي、英語：Nabi）ともいう。

## 概要
イスラム教では、旧約聖書の預言者たちや、新約聖書のイエス・キリスト（イーサー）も歴代の預言者として認め、中でも
1. ノア（ヌーフ）
2. アブラハム（イブラーヒーム）
3. モーセ（ムーサー）
4. ナザレのイエス（イーサー）
5. ムハンマド（もしくはモハメッド）

を五大預言者として位置づけるが、ムハンマドこそ最後の預言者であるとする。

## 預言者と使徒の違い
ユダヤ教とキリスト教を取り入れて誕生したイスラム教においては、現実には預言者（ナビー）は使徒（ラスール）とほぼ同義に使われるが、以下のように区別しうる。
- 預言者とは、神からの知らせ（ナバア、نبأ）を啓示された者を指す。
- 使徒とは、預言者である条件に加え、さらにナバアを他人に伝えるという使命を負っている者を指す。

つまり、預言者が使徒を内包しており、ゆえに使徒は同時に預言者であるということである。

## クルアーン（コーラン）に登場する25人の使徒たち
- アラビア人は5人[3]。アイユーブは旧約聖書の預言者でもあるが、イスラエル人ではなく、ムーサーとほぼ同時代のアラビア半島の預言者である。民族として「分岐前」と表記された人物はアラブ人とイスラエル人が分岐する前の時代の預言者である。
- 登場節の6章は、名前の登場順。他は、章-節。
- なお、全27人という説・見解もある[4]。その場合、ウザイル（エズラ）、ズルカルナイン（アレキサンダー大王）、ルクマーン（アラブ固有の賢者）などが、クルアーンにその名があり候補に挙がる（この３名は預言者ではないという見解も存在する）。
- また旧約聖書のシャムウィール（サムエル）、ユーシュア（ヨシュア）なども人名自体は述べられていないものの、はっきりと、本人だと分かる人物がクルアーンに登場している。
- また、洞窟章でムーサーが教えを乞うた人（クルアーンには人名は述べられていないが、伝統的にヒドゥルの名で知られる）もイスラーム伝承では重要な預言者の一人とされている。

| 0  | 民族         | イスラム教での呼び名 | イスラム教での呼び名 | イスラム教での呼び名 | 登場するクルアーンの書物 | ユダヤ教・キリスト教での呼び名       | 登場節         |
| 0  | 民族         | 片仮名               | アラビア文字         | ラテン文字           | 登場するクルアーンの書物 | ユダヤ教・キリスト教での呼び名       | 登場節         |
| -- | ------------ | -------------------- | -------------------- | -------------------- | ------------------------ | ------------------------------------ | -------------- |
| 01 | 分岐前       | アーダム             | آدم                  | Adem                 | —                        | アダム（アーダム）                   | 03章33節       |
| 02 | 分岐前       | イドリース           | إدريس                | Idris                | —                        | エノク （アフヌーフ）？              | 21章85節       |
| 03 | 分岐前       | ヌーフ               | سورة نوح             | Nuh                  | ヌーフ                   | ノア（ヌーフ）                       | 06章（04番目） |
| 04 | アラビア人   | フード               | هود                  | Hud                  | フード                   | エベル （アービル）？                | 11章50節       |
| 05 | アラビア人   | サーリフ             | صالح                 | Saleh                | —                        | シェラフ （シャーラフ）？            | 11章61節       |
| 06 | 分岐前       | イブラーヒーム       | إِبْـرَاهِـيْـم           | Ibrahim              | イブラヒーム             | アブラハム （イブラーヒーム）        | 06章（01番目） |
| 07 | 分岐前       | ルート               | لوط                  | Lut                  | —                        | ロト （ルート）                      | 06章（18番目） |
| 08 | 分岐前       | イスマーイール       | إِسْمَٰعِيْل               | Ishmael              | —                        | イシュマエル （イスマーイール）      | 06章（15番目） |
| 09 | 分岐前       | イスハーク           | إسحاق                | Ishaq                | —                        | イサク（イスハーク）                 | 06章（02番目） |
| 10 | イスラエル人 | ヤアクーブ           | يَعْقُوب                | Yaqub                | —                        | ヤコブ（ヤアクーブ）                 | 06章（03番目） |
| 11 | イスラエル人 | ユースフ             | يُـوسـف               | Yusuf                | ユースフ                 | ヨセフ（ユースフ）                   | 06章（08番目） |
| 12 | アラビア人   | シュアイブ           | شُـعَـيْـب              | Shoaib               | —                        | リウエル(ラウーイール) ？            | 11章84節       |
| 13 | アラビア人   | アイユーブ           | أيّوب                 | Ayyub                | —                        | ヨブ （アイユーブ）                  | 06章（07番目） |
| 14 | イスラエル人 | ズルキフル           | ذُو ٱلْكِفْل             | Dhul-Kifl            | —                        | エゼキエル (ヒズキヤール)？          | 21章85節       |
| 15 | イスラエル人 | ムーサー             | ٰمُوسَى                 | Musa                 | —                        | モーセ（ムーサー）                   | 06章（09番目） |
| 16 | イスラエル人 | ハールーン           | هارون                | Harun                | —                        | アロン （ハールーン）                | 06章（10番目） |
| 17 | イスラエル人 | ダーウード           | داؤد                 | Daud                 | —                        | ダビデ （ダーウード）                | 06章（05番目） |
| 18 | イスラエル人 | スライマーン         | سُـلـيـمـان           | Sulayman             | —                        | ソロモン（スライマーン）             | 06章（06番目） |
| 19 | イスラエル人 | イルヤース           | إلياس                | Ilyas                | —                        | エリヤ （イーリヤー）？              | 06章（14番目） |
| 20 | イスラエル人 | アルヤサア           | اليسع                | Al-Yasa              | —                        | エリシャ （イリーシャウ）？          | 06章（16番目） |
| 21 | イスラエル人 | ユーヌス             | يونس                 | Yunus                | ユーヌス                 | ヨナ （ユーナーン）                  | 06章（17番目） |
| 22 | イスラエル人 | ザカリヤー           | زَكَرِيَّاء               | Zakariya             | —                        | ザカリア（ザカリヤー）               | 06章（11番目） |
| 23 | イスラエル人 | ヤヒヤー             | يحيى                 | Yahya                | —                        | ヨハネ （ユーハンナー）              | 06章（12番目） |
| 24 | イスラエル人 | イーサー             | عيسى                 | Isa                  | —                        | イエス（ヤスーウ）                   | 06章（13番目） |
| 25 | アラビア人   | ムハンマド           | مُـحَـمَّـد              | Muhammad             | ムハンマド               | パラクレートス（ファーラクリート）？ | 48章29節       |